# Dismodicus decemoculatus
Dismodicus decemoculatus är en spindelart som först beskrevs av James Henry Emerton 1882.  Dismodicus decemoculatus ingår i släktet Dismodicus och familjen täckvävarspindlar. Inga underarter finns listade i Catalogue of Life.